# Edifici del Banc Hispano Americano
L'Edifici del Banc Hispano Americano és una obra de Tortosa inclosa a l'Inventari del Patrimoni Arquitectònic de Catalunya.

## Descripció
Edifici entre mitgeres de planta baixa, quatre pisos i àtic. La façana presenta parament amb aplacat de pedra; composició segons eix de simetria central els buits s'ordenen segons eixos verticals. L'eix central, dels tres primers pisos, es ocupat per amples finestrals, amb dos balcons laterals de la barana de dibuix. El quart pis presenta tres buits amb arc mig punt i la clau en relleu, sobresortint la balconada central en pedra i forja de dibuix amb dos balcons laterals més reduïts entre elements decoratius embeguts en el parament. Remat amb barana metàl·lica i quatre pinacles piramidals, que dona a la terrassa de l'àtic Són interessants els elements decoratius de la quarta planta i remat sobre quatre faixes verticals que travessem la façana, de caràcter noucentista. Sobre el parament de la planta baixa hi ha un gran escut buit de pedra.

## Història
Abans que fos ocupat pel Banc Americano, el local de la planta baixa fou ocupat pel Cine Niza, primera sala d'art i assaig de la província de Tarragona. L'edifici aixecat després de la Guerra Civil fou de la família Grego.